# Maciej Kruszelnicki
Maciej Kruszelnicki herbu Sas (zm. w 1767 roku) – podstoli lwowski w latach 1744-1767, podstarości lwowski w latach 1753-1755, pisarz grodzki lwowski w latach 1749-1753, sędzia kapturowy ziemi lwowskiej w 1764 roku.